# Ásmundsdóttir
Ásmundsdóttir ist ein isländischer Name.

## Bedeutung
Der Name ist ein Patronym und bedeutet Ásmundurs Tochter. Die männliche Entsprechung ist Ásmundsson (Ásmundurs Sohn).

## Namensträgerinnen
- Guðný Jenny Ásmundsdóttir (* 1982), isländische Handballspielerin
- Guðrún Ásmundsdóttir (* 1935), isländische Schauspielerin